# Chlorophorus externenotatus
Chlorophorus externenotatus är en skalbaggsart som beskrevs av Maurice Pic 1925. Chlorophorus externenotatus ingår i släktet Chlorophorus och familjen långhorningar. Inga underarter finns listade i Catalogue of Life.